# Filips van Kleef

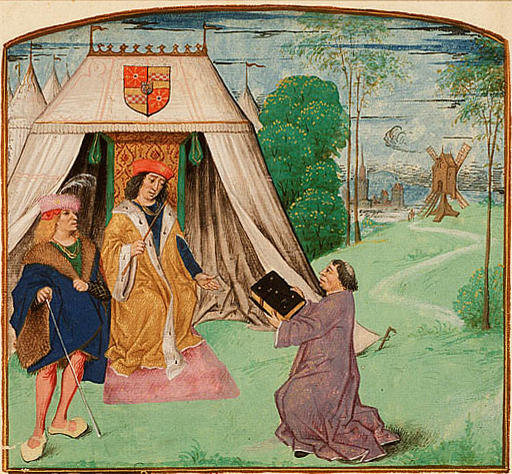
Miniatuur van Jean Molinet die zijn werk overhandigt aan Philips van Kleef

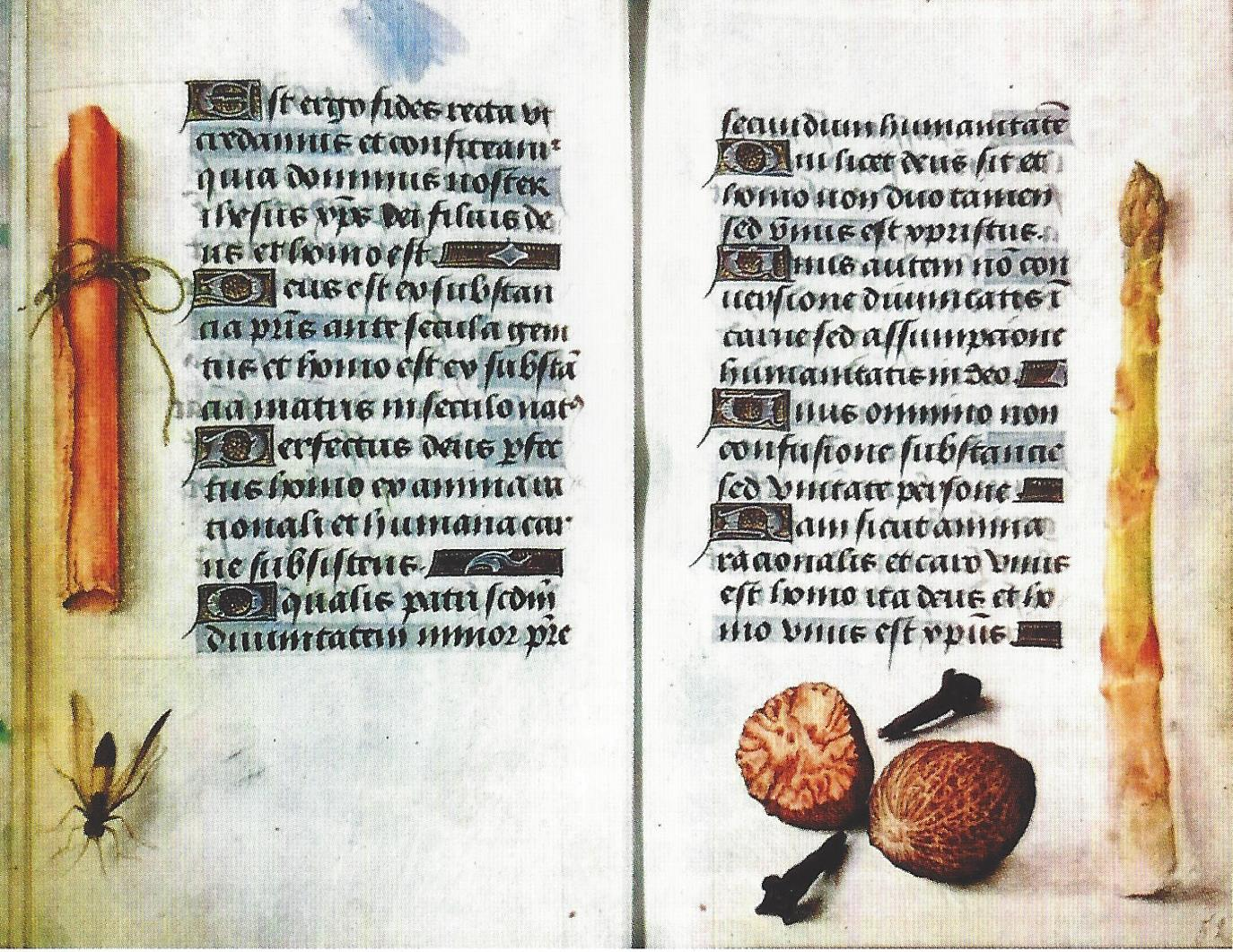
Getijdenboek Philips van Kleef (1456-1528) heer van Ravenstein

Filips van Kleef (Le Quesnoy, 1459 – Wijnendale, 28 januari 1528), heer van Ravenstein, Wijnendale en Edingen, was een vooraanstaand edelman en veldheer uit de kring van raadslieden rond Maximiliaan van Habsburg.

## Vroege leven
Zijn ouders waren Adolf van Kleef-Ravenstein (1425-1492, kleinzoon van de Bourgondische hertog Jan zonder Vrees) en Beatrix van Portugal (1435-1462), dochter van Peter van Portugal). Omdat zijn vader Adolf, als ridder van het Gulden Vlies, hoge ambten bekleedde aan het hertogelijke hof, en na de dood van zijn eerste echtgenote hertrouwde met Anna van Bourgondië, gouvernante (en tante) van de jeugdige hertogin Maria van Bourgondië, was Filips een jeugdvriend en speelkameraadje van Maria.
In 1477 werd Filips van Kleef door Maria van Bourgondië en haar echtgenoot Maximiliaan van Habsburg aangesteld tot militair opperbevelhebber van Frans-Vlaanderen. In die hoedanigheid bestreed hij met wisselend succes het Franse leger. In 1482 herstelde hij de orde in het prinsbisdom Luik, nadat bisschop Lodewijk van Bourbon daar vermoord was door Willem van der Marck, bijgenaamd het Everzwijn der Ardennen.
Philippe Monseigneur, zoals hij gewoonlijk in de omgang werd genoemd, trouwde in 1485 met Francisca van Luxemburg (1523), dochter van Peter II van Saint-Pol, de kasteelheer van Edingen. Het huwelijk, dat kinderloos bleef, werd ingezegend op het kasteel van Edingen.

## Maximiliaan
Toen Maximiliaan in 1486 naar Duitsland geroepen werd om er de opvolging van zijn vader Frederik III te regelen, bekleedde Filips van Kleef in de Nederlanden ad interim het algemeen bestuur, samen met Engelbrecht II van Nassau-Dillenburg en kanselier Jean Carondelet. Bij de terugkeer van Maximiliaan nam Filips actief deel aan de onderdrukking van de opstand in de Vlaamse steden (Ieper, Brugge en Gent), en toen Maximiliaan in Brugge gevangen gehouden werd, werd hij aangeduid als een van de gijzelaars die er met hun leven borg moesten voor staan dat de vorst na zijn vrijlating de afgedwongen akkoorden van 16 mei 1488 zou naleven. De afspraak werd bezegeld in de Brugse residentie van Filips, het 'Hof van Ravestein' in de Molenmeers. Maximiliaan was pas buiten de stad of hij brak zijn woord. Dit was het begin van de jarenlange strijd van Kleve tegen hem.
Filips ontving van Maximiliaan een stuk jachtgebied gelegen in het Zoniënwoud in Tervuren. Hij richtte er een jachtslot in, bekend als het hof van Ravenstein.

## Opstand
Nadat Maximiliaan vrij was gekomen hield hij zich niet aan zijn beloften. Misnoegd door de woordbreuk van de vorst, koos Filips van Kleef de zijde van de opstandige steden. Hij verspreidde een eigenaardig pamflet Philalites, waarin hij verklaarde de ware verdediger van het Bourgondische huis te zijn, tegenover de Habsburgers. Hij beschuldigde Maximiliaan ervan de Nederlanden bij het Duitse Rijk te willen annexeren en stelde tegenover de meinedige Maximiliaan diens zoon Filips de Schone als enige wettelijke erfgenaam van het Bourgondische Rijk. De reactie bleef niet uit: op 5 september werd Filips van Kleef gedegradeerd en in de rijksban geslagen.
Hij sloot daarop een verbond met koning Karel VIII van Frankrijk, van wie hij echter weinig militaire steun kreeg. Ook de Hoeksen en het prinsbisdom Luik sloten zich nu bij hem aan, en de Brabantse steden Brussel en Leuven openden hun poorten voor hem. Het bleef hem echter niet voor de wind gaan: op 12 oktober 1492 moest Filips, volkomen geïsoleerd, zijn laatste bolwerk Sluis prijsgeven en zich onderwerpen.

## Onderkoning van Genua
Eenmaal de strijd beëindigd, bleef Filips van Kleef ambteloos. In 1494 nam Filips de Schone het effectieve beleid over de Zuidelijke Nederlanden over, zonder echter Filips op te nemen in de kring van zijn naaste medewerkers en raadgevers. Van Filips werd duidelijk verwacht dat hij zich zou doen vergeten. Daar vond hij zich, als zesendertigjarige nog te jong voor.
In 1498 deed zich een onverwachte mogelijkheid voor. Zijn neef, Lodewijk van Orléans werd koning Lodewijk XII en Filips sloot zich bij hem aan. Hij werd eerst de vertegenwoordiger van Filips de Schone bij de Franse koning en bewerkte de toenadering tussen beide vorsten. Nadat Lodewijk XII in 1499 Milaan had veroverd, benoemde hij van Kleef tot gouverneur of onderkoning van Genua. 
Zijn bestuur, dat hij maar matig benaarstigde, was geen succes. Einde 1506 was hij de revolutionaire toestand in Genua niet meer meester en verloor hij het vertrouwen van Lodewijk XII.

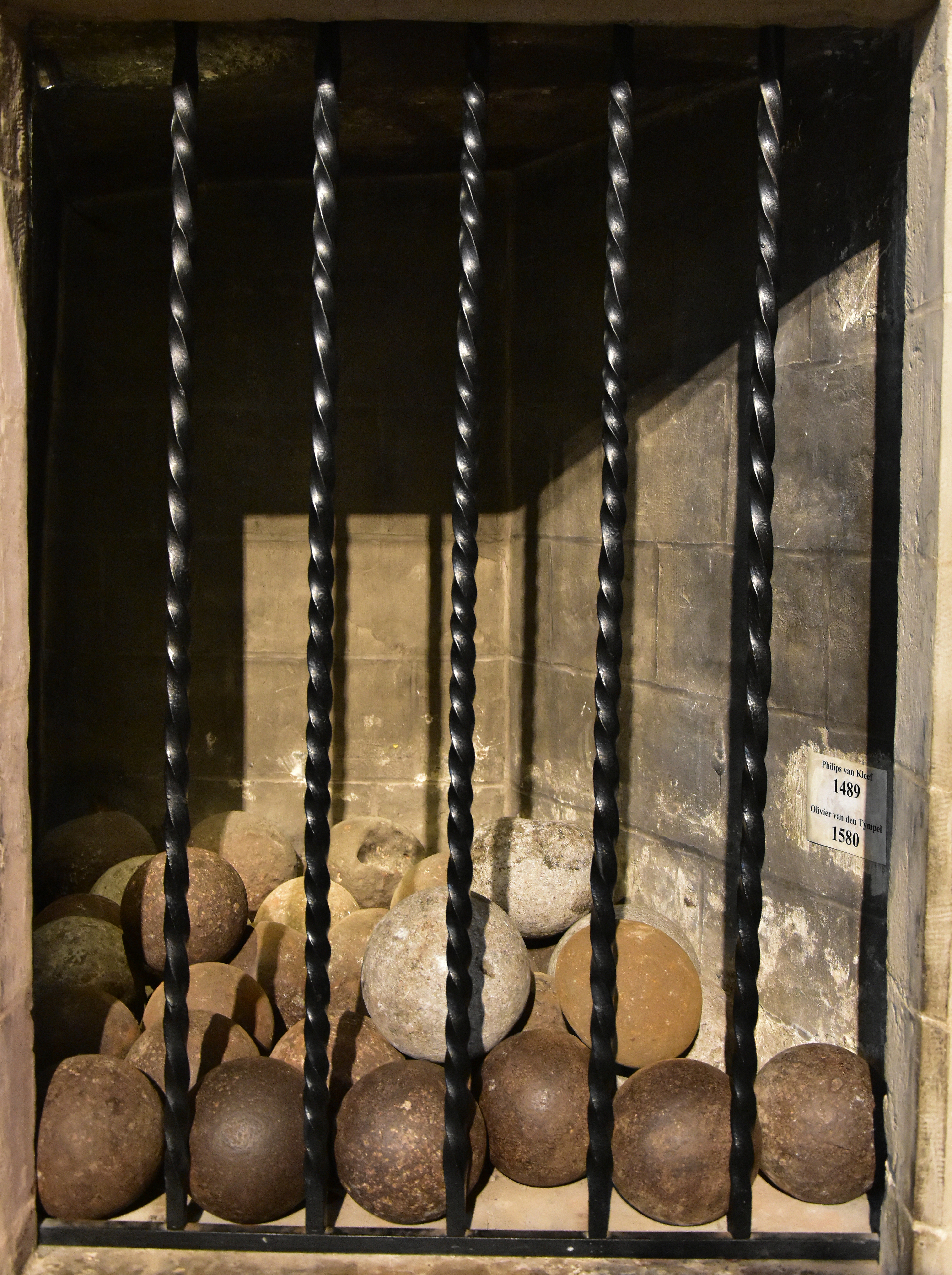
Projectielen gebruikt door Filips van Kleef in Halle in 1489

## Terug in de Nederlanden
Hij verliet Genua en Raoul de Lannoy werd in zijn plaats benoemd. Hij verliet ook het Franse hof. Hij keerde terug naar Edingen en trok zich terug in zijn kasteel dat hij liet verfraaien. Dankzij de steun van Margaretha van Oostenrijk en ondanks de tegenstand van Maximiliaan I kon hij opnieuw een bescheiden rol spelen aan het Bourgondisch hof.
Filips hield zich echter hoofdzakelijk bezig met studiewerk en schreef het door historici hoog ingeschatte werk Introduction de toutes manières de guerroyer tant par terre que par mer et des choses y servantes, waarvan verschillende kopieën in handschrift circuleerden en in 1579 werd gedrukt. Ook verzamelde hij kunstwerken, waarmee hij zijn kastelen van Edingen en Wijnendale inrichtte. Zijn uitgebreide collectie handschriften en incunabels bevond zich hoofdzakelijk in zijn huis in Gent.
Toen zijn vrouw Francisca op 5 december 1523 kinderloos overleed, werd het kasteel en de heerlijkheid van Edingen geërfd door haar zus en erfgename Maria. Filips zelf trok zich terug in het kasteel van Wijnendale, dat sinds 1410 in handen was van de hertogen van Kleef. Hij overleed er vijf jaar later aan een beroerte. 
Het echtpaar werd begraven in de voormalige dominicanenkerk te Brussel. Zijn bastaarddochter Margaretha werd opgevoed aan het Kleefse hof en trouwde in 1546 met Adolf van Meverden.

## Conclusie
Niet alleen als veldheer maar ook als edelman kende Filips van Kleef bepaalde mislukkingen, en kon hij niet al zijn ambities vervullen. Ondanks de voorspraak van zijn vriend graaf Karel van Lalaing, slaagde hij er niet in opgenomen te worden in de ridderorde van het Gulden Vlies, voornamelijk door de oppositie van Maximiliaan I. Men bleef hem onder meer zijn weinig heldhaftige optreden in de Slag bij Guinegatte (1479) verwijten, alsook zijn betrokkenheid bij de ongestraft gebleven moord op twee van zijn tegenstanders (in 1484 en 1490). Toch kan hij beschouwd worden als een van de laatste middeleeuwse ridders, zonder vaar noch vrees, voor wie een gegeven woord heilig was. 

## Voorouders
| Voorouders van Filips van Kleef | Voorouders van Filips van Kleef                                           | Voorouders van Filips van Kleef                                           | Voorouders van Filips van Kleef                                           | Voorouders van Filips van Kleef                                           | Voorouders van Filips van Kleef                                           | Voorouders van Filips van Kleef                                           | Voorouders van Filips van Kleef                                               | Voorouders van Filips van Kleef                                               |
| ------------------------------- | ------------------------------------------------------------------------- | ------------------------------------------------------------------------- | ------------------------------------------------------------------------- | ------------------------------------------------------------------------- | ------------------------------------------------------------------------- | ------------------------------------------------------------------------- | ----------------------------------------------------------------------------- | ----------------------------------------------------------------------------- |
| Overgrootouders                 | Adolf III van der Mark (1334-1394) ∞ Margaretha van Gulik (1350-1425)     | Adolf III van der Mark (1334-1394) ∞ Margaretha van Gulik (1350-1425)     | Jan zonder Vrees (1371-1419) ∞ Margaretha van Beieren                     | Jan zonder Vrees (1371-1419) ∞ Margaretha van Beieren                     | Johan I van Portugal (1357-1433) ∞ Filippa van Lancaster (1360-1415)      | Johan I van Portugal (1357-1433) ∞ Filippa van Lancaster (1360-1415)      | Jacobus II van Urgell (1380-1433) ∞ Isabella van Aragón en Fortiá (1380-1424) | Jacobus II van Urgell (1380-1433) ∞ Isabella van Aragón en Fortiá (1380-1424) |
| Grootouders                     | Adolf IV van Kleef-Mark (1373-1448) ∞ Maria van Bourgondië (1393-1463)    | Adolf IV van Kleef-Mark (1373-1448) ∞ Maria van Bourgondië (1393-1463)    | Adolf IV van Kleef-Mark (1373-1448) ∞ Maria van Bourgondië (1393-1463)    | Adolf IV van Kleef-Mark (1373-1448) ∞ Maria van Bourgondië (1393-1463)    | Peter van Portugal (1392-1449) ∞ Isabella van Urgell (1409-1459)          | Peter van Portugal (1392-1449) ∞ Isabella van Urgell (1409-1459)          | Peter van Portugal (1392-1449) ∞ Isabella van Urgell (1409-1459)              | Peter van Portugal (1392-1449) ∞ Isabella van Urgell (1409-1459)              |
| Ouders                          | Adolf van Kleef-Ravenstein (1425-1492) ∞ Beatrix van Portugal (1435-1462) | Adolf van Kleef-Ravenstein (1425-1492) ∞ Beatrix van Portugal (1435-1462) | Adolf van Kleef-Ravenstein (1425-1492) ∞ Beatrix van Portugal (1435-1462) | Adolf van Kleef-Ravenstein (1425-1492) ∞ Beatrix van Portugal (1435-1462) | Adolf van Kleef-Ravenstein (1425-1492) ∞ Beatrix van Portugal (1435-1462) | Adolf van Kleef-Ravenstein (1425-1492) ∞ Beatrix van Portugal (1435-1462) | Adolf van Kleef-Ravenstein (1425-1492) ∞ Beatrix van Portugal (1435-1462)     | Adolf van Kleef-Ravenstein (1425-1492) ∞ Beatrix van Portugal (1435-1462)     |
| Filips van Kleef (1459-1528)    |                                                                           |                                                                           |                                                                           |                                                                           |                                                                           |                                                                           |                                                                               |                                                                               |

## Voetnota
1. ↑   Het Hof van Leffinge of Hof van Ravestein in de Molenmeers. Gearchiveerd op 26 januari 2023.
2. ↑  Inventaris Onroerend Erfgoed Vlaanderen. Gearchiveerd op 26 januari 2023.

- Bibliothèque nationale de France: cb131761614 (data)
- Gemeinsame Normdatei: 119539926
- International Standard Name Identifier: 0000 0001 1557 8364
- Library of Congress Control Number: no98129371
- Nederlandse Thesaurus van Auteursnamen: 119738317
- Système universitaire de documentation: 035239255
- Virtual International Authority File: 150144
- WorldCat: E39PBJk4B4Gr3ddBxQGhGHkMT3